# Herrick (Illinois)
Herrick é uma vila localizada no estado americano de Illinois, no Condado de Shelby.

## Demografia
Segundo o censo americano de 2000, a sua população era de 524 habitantes.
Em 2006, foi estimada uma população de 517, um decréscimo de 7 (-1.3%).

## Geografia
De acordo com o United States Census Bureau tem uma área de
0,9 km², dos quais 0,9 km² cobertos por terra e 0,0 km² cobertos por água. Herrick localiza-se a aproximadamente 183 m acima do nível do mar.

## Localidades na vizinhança
O diagrama seguinte representa as localidades num raio de 20 km ao redor de Herrick.